# Júlio César
Júlio César Soares de Espíndola, mest känd som Júlio César, född 3 september 1979 i Duque de Caxias, är en före detta brasiliansk fotbollsmålvakt som spelat för storlag som Flamengo, Inter och Benfica. 
César är gift med den brasilianska modellen och skådespelerskan Susana Werner.

## Karriär
César föddes i Rio de Janeiro och spelade för lokala Flamengo i sex år. Han började spela inomhusfotboll för den Grajau Country Club i Rio-förorten Grajau där han tillbringade större delen av sin barndom. Han togs upp av Inter Milan och lånades omedelbart ut till ChievoVerona för säsongen 2004/2005 eftersom Inter hade nått maxgränsen för antal icke-EU-spelare i truppen. Under sex månader hos ChievoVerona spelade han inte en enda match.
I augusti 2005 skrev han på ett treårskontrakt för Inter och ersatte Francesco Toldo som förstemålvakt i en rad vänskapsmatcher under sommaren. Han gjorde så bra ifrån sig att han behöll positionen för säsongerna 2005/2006 och 2006/2007. Säsongen 2007/2008 hade han svårt att hitta formen p.g.a skador men han var även under denna tid Inters förstaval i målet. Dom kommande säsongerna imponerade han stort i Inter och han imponerade stort i målet. Inför säsongen 2012/2013 skrev han på för QPR i engelska Premier League. Efter att klubben degraderats till The Championship inför säsongen 2013/14 vägrade han följa med QPR ner och han lånades ut till kanadensiska Toronto FC.

## Landslagskarriär
César har spelat 44 matcher för brasilianska landslaget och var med då de vann Copa América 2004. Han var även med som tredjemålvakt under VM 2006 i Tyskland, men spelade inga matcher. Därefter tog han över rollen som förstemålvakt i Brasilien och startade varje match i såväl kvalet som turneringen VM 2010 och VM 2014. Julio César startade även den förödande 1-7 förlusten mot Tyskland i semi-finalen 2014 vilket skulle komma att bli hans näst sista match i den brasilianska tröjan.

## Meriter

### Flamengo
- Rio de Janeiro-ligan: 1998/1999, 1999/2000, 2000/2001, 2003/2004
- Rio de Janeiro-cupen: 1999/2000
- Brasilianska mästarcupen: 2000/2001
- Guanabara Cup: 2003/2004

### Inter
- Serie A: 2005/2006, 2006/2007, 2007/2008, 2008/2009, 2009/2010
- UEFA Champions League: 2009/2010
- Italienska cupen: 2005/2006, 2009/2010, 2010/2011
- Supercoppa Italiana: 2005, 2006, 2008, 2010
- VM för klubblag: 2010

### Benfica
- Primeira Liga: 2014–15, 2015–16, 2016–17
- Taça de Portugal: 2016–17
- Taça da Liga: 2014–15
- Supertaça Cândido de Oliveira: 2016

### Brasilien
- U17-VM: 1997
- Copa América: 2004
- Confederation Cup: 2009, 2013